# Uragán Ella
Uragán Ella (v anglickém originále Condominium) je román amerického spisovatele a autora bestsellerů Johna D. MacDonalda z roku 1977. Česky vyšel poprvé v roce 1983 v nakladatelství Svoboda.
Termín Condominium (kondominium) znamená ve Spojených státech amerických formu spoluvlastnictví nemovitosti, obdobu SVJ v České republice.

## Děj
Příběh se odehrává na jednom ostrůvku Fiddler Key u pobřeží Floridy, kde je nově postaven bytový komplex Golden Sands (Zlaté písky) určený zejména pro bohatší starší občany. Záměrem developerů je co nejdříve dosáhnout návratnosti investovaného kapitálu a zisku a to i na úkor bezpečnosti staveb. Vysněné bydlení v atraktivní lokalitě se stává deziluzí, což se promítá do vztahů obyvatel luxusního komplexu.
Ve vzduchu navíc visí nebezpečí silných hurikánů, které tuto oblast postihují. Děj graduje příchodem orkánu Ella, který i díky nenasytné ziskuchtivosti investorů spláchne téměř celý bytový komplex do moře. 

## Česká vydání
- Uragán Ella, 1. vydání, Svoboda, 1983, 389 stran, pevná vazba s přebalem, náklad 125 000 ks, překlad Ladislav Smutek, autor obálky a ilustrace/foto Miroslav Jiránek
- Uragán Ella, 2. vydání, X-Egem, 1999, 406 stran, pevná vazba s přebalem, překlad Ladislav Smutek, autor obálky Miloslav Havlíček, ilustrace/foto Anna Kubů, ISBN 80-7199-036-1